# Káně rudoocasá
Káně rudochvostá, též káně rudoocasá (Buteo jamaicensis), je středně velký dravý pták z čeledi jestřábovitých. Hnízdí téměř na celém území Severní Ameriky v rozmezí od západní Aljašky a severní Kanady až po Panamu a Karibik a náleží vůbec mezi nejhojnější severoamerická káňata. Vyskytuje se ve 14 poddruzích, které se mezi sebou liší zbarvením a areálem rozšíření.
Káně rudochvostá dorůstá 45–65 cm a v rozpětí křídel měří 110–145 cm, samice přitom bývají průměrně asi o 25 % větší než samci. Hmotnost u dospělých jedinců se obvykle pohybuje mezi 690–1600 g. Svrchu je hnědá, spodinu má světlejší s výraznými hnědými stříkanci a ocas charakteristicky cihlově zbarvený.
Obývá širokou paletu lokalit v různých nadmořských výškách, včetně pouští, pastvin, jehličnatých, opadavých i tropických deštných lesů, zemědělské půdy a městských oblastí. V Kanadě, Mexiku a Spojených státech je chráněná.
Požírá zejména malé savce, ale také ptáky, plazy a vzácněji i netopýry, hady, ryby, korýše a hmyz. Složení její potravy se mění podle oblastí a ročního období, až 85 % z její potravy však obvykle zabírají hlodavci. Je monogamní. Klade 2–3 vejce, na kterých sedí po dobu 28–35 dnů.
Díky její zatím stále poměrně vysoké početnosti a snadnému výcviku se často využívá i v sokolnictví. Má také význam u některých původních severoamerických kmenů, kteří její pera považovaly za posvátné a využívaly je při náboženských obřadech.

## Galerie

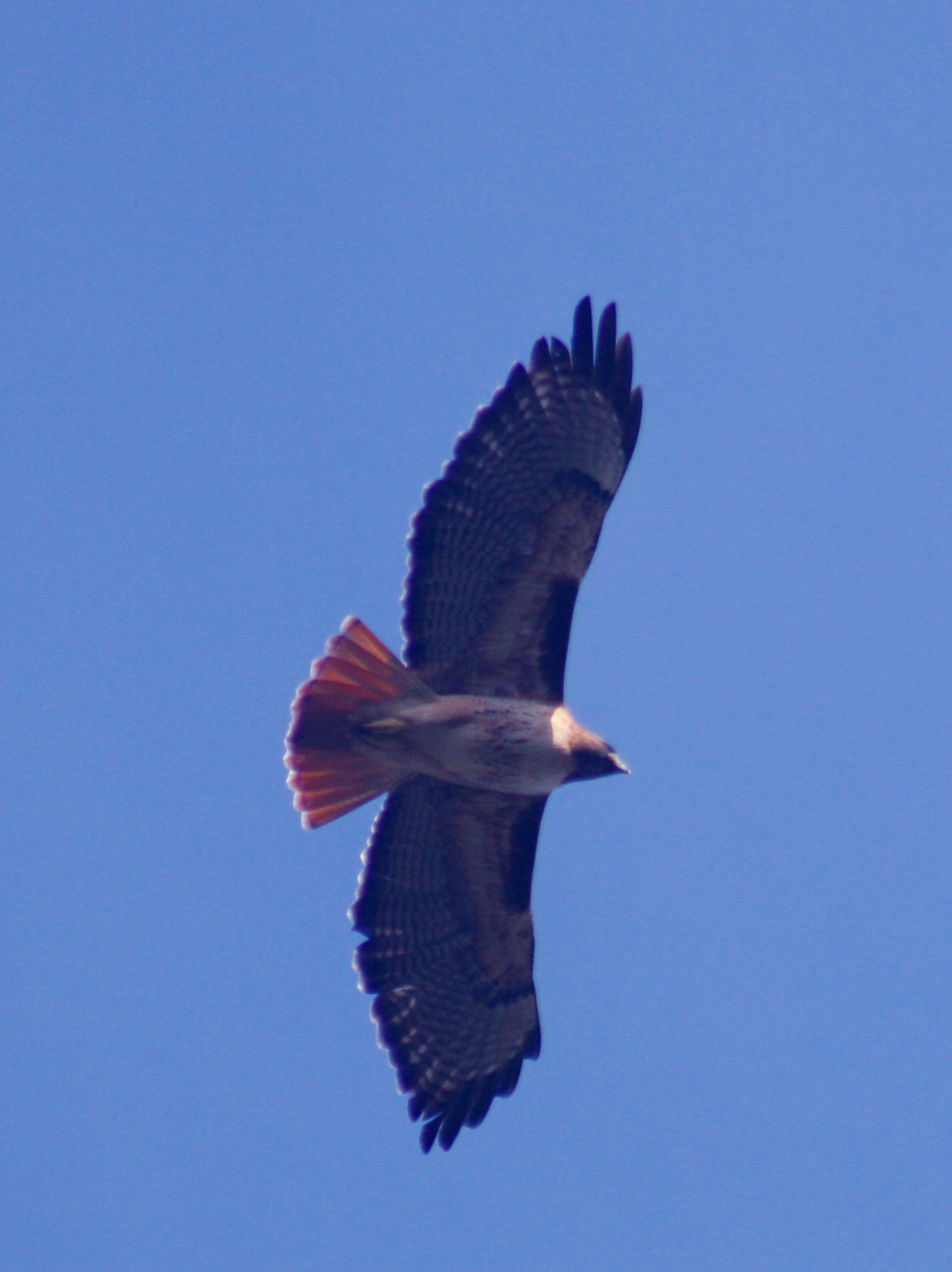
Káně rudochvostá v letu